# 旅行支票

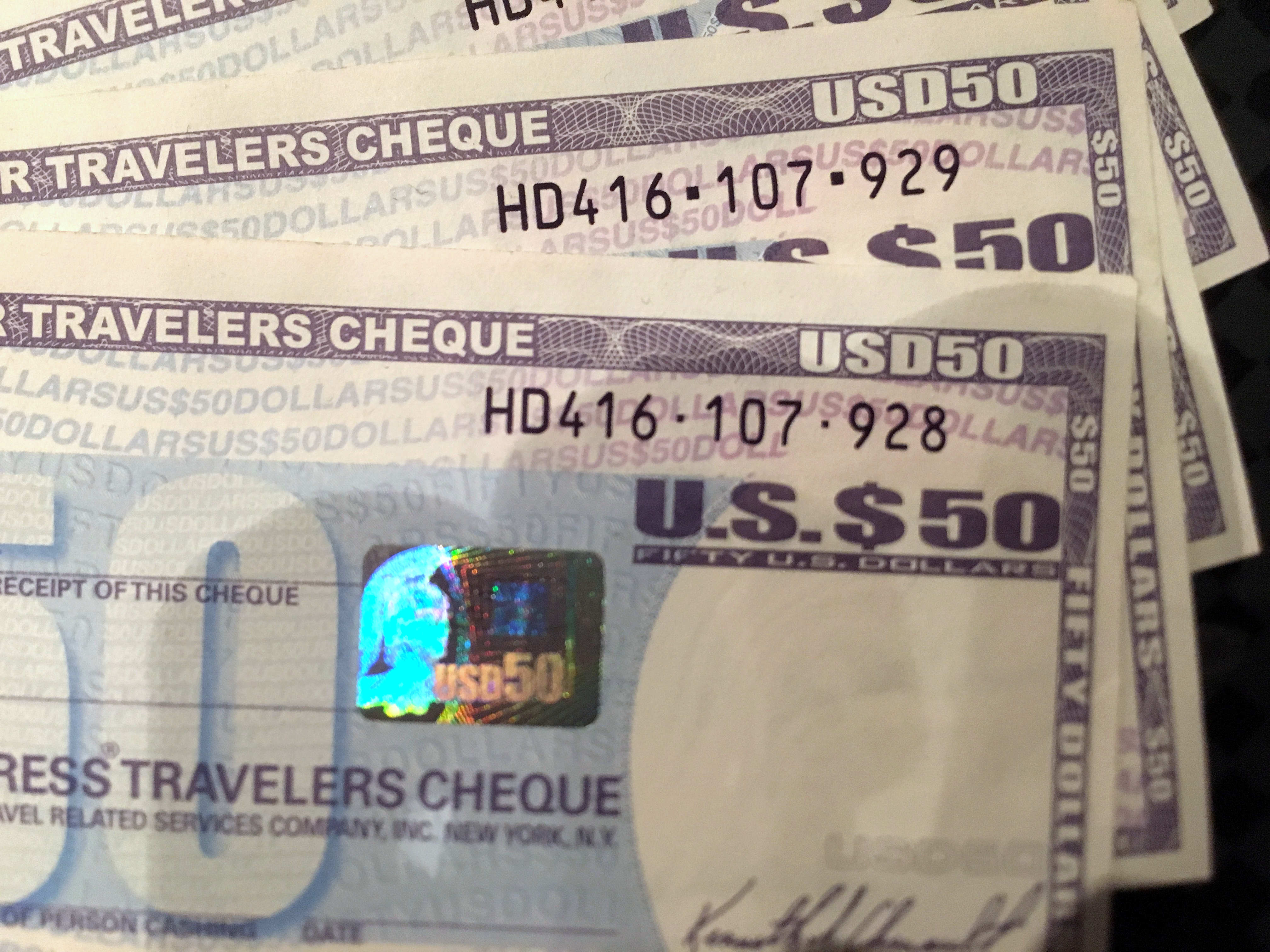

旅行支票，簡稱旅支（英語：traveler's cheque），是一種預先印刷的、具有固定金額的支票，持有人需預先支付給發出者（通常是銀行）相應金額，可獲得無條件給付。旅行支票若遺失或被竊可獲補發，經常用於旅行時換取當地貨幣。
由於信用卡的廣泛使用，旅行支票的
已不如從前重要。接受旅行支票的店家的數量逐年減少，支票持有者僅能到銀行兌換為當地貨幣使用。結果，Travelex現在也發售可像信用卡般使用的旅行支票卡。旅支最大的發行銀行美國運通，亦終止了其旅行支票卡業務，由2007年10月31日起不再兌付有效旅行支票卡。

## 歷史
旅行支票於1772年1月1日由倫敦信用交換公司首先發行，可在歐洲的90餘個城市使用。直到1874年，英國商人托马斯·库克（Thomas Cook）才正式發展出現今旅行支票使用的型式。目前最大的旅行支票發行者是美國運通，在1891年率先建立了龐大的旅行支票系統。

## 發行和使用
旅行支票可用的貨幣有美元、加拿大元、英鎊、日元、澳幣、港幣及歐元，常提供如20、50或100的面額，而經常以五張或十張整疊賣出，例如5張€20為€100。旅行支票不會過期，所以未使用的旅行支票可以保存起來以備未來使用。購買者作為支援旅行支票實際上提供給了發行者免利息的貸款，這也是多數銀行免佣金提供給客戶旅行支票的原因。如果收取佣金，通常是總面值的1%。
購買後，使用者得先在支票上方欄位預先簽名，之後於購買物品或是兌現實體貨幣時，在於下方欄再次簽上自己的名字，收取支票者須核對上下欄的名字是否相同，此種機制目的在於防犯他人盜用或洗錢。
如果旅行支票遺失或被盜，應即時通知發行人及當地警署，並可向發行銀行申請補發，須持有購買支票時的發票。

## 有關當事人的定義
法律條款中旅行支票的當事人是債務人或發行人，即是發行的組織；代理人即是銀行或其他販賣它的地方；購買人是購買的自然人；收款人是購買人在此簽署支票購買商品及/或服務的實體。由於清關原因，債務人又同時是製作人和收款人。